# Lemeșînske (Avhustînivka), Zaporijjea
Lemeșînske (în ucraineană Лемешинське) este un sat în comuna Avhustînivka din raionul Zaporijjea, regiunea Zaporijjea, Ucraina.

## Demografie
Componența lingvistică a localității Lemeșînske
     Ucraineană (86,84%)
     Rusă (13,16%)
Conform recensământului din 2001, majoritatea populației localității Lemeșînske era vorbitoare de ucraineană (86,84%), existând în minoritate și vorbitori de rusă (13,16%).